# Kentarō Suzuki
Kentarō Suzuki (jap. 鈴木 健太郎 Suzuki Kentarō; ur. 2 czerwca 1980) – japoński piłkarz występujący na pozycji obrońcy.

## Kariera klubowa
Od 1999 do 2007 roku występował w klubach Shonan Bellmare, Montedio Yamagata, Tokyo Verdy, Albirex Niigata i Ventforet Kōfu.